# Susanne Bier

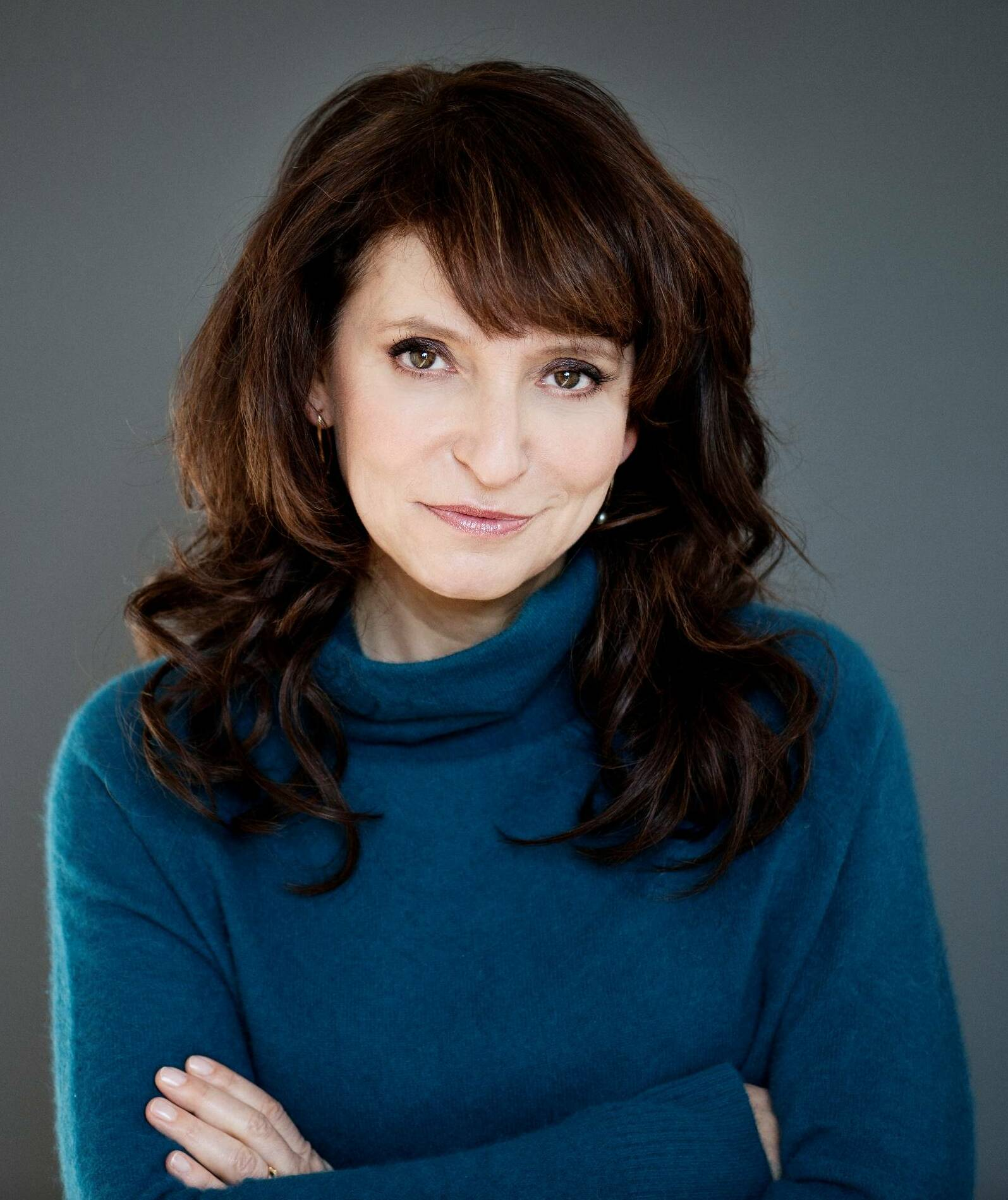
Susanne Bier (2011)

Susanne Bier (* 15. April 1960 in Kopenhagen) ist eine dänische Regisseurin. Unter anderem erhielt ihr Film In einer besseren Welt 2011 den Oscar für den besten fremdsprachigen Film.

## Leben und Werk
Susanne Biers jüdischer Vater Rudolf Salomon Bier floh im Kindesalter vor den deutschen Nationalsozialisten nach Dänemark. Ihre Mutter ist die Dänin Henni Jonas. Nach dem Abitur studierte sie Kunst an der Hebräischen Universität Jerusalem und Architektur an der Architectural Association School of Architecture in London. Sie graduierte 1987 an der National Film School of Denmark in Kopenhagen im Fach Filmregie. Ihr Abschlussfilm De saliges ø wurde im selben Jahr auf dem Internationalen Festival der Filmhochschulen in München ausgezeichnet.
Nach der Regie bei Musikvideos, Werbespots und ersten Spielfilmen gelang Bier der Durchbruch in ihrem Heimatland mit Der einzig Richtige (1999). Die Komödie um zwei miteinander befreundete Paare, die beschließen, sich ihren jeweiligen Kinderwunsch zu erfüllen, wurde mit dem dänischen Filmpreis Bodil ausgezeichnet. Außerdem drehte Bier zwei Dogma-Filme: Open Hearts, für den sie erste internationale Anerkennung erhielt, und Brothers – Zwischen Brüdern, dessen Drehbuch sie mit Anders Thomas Jensen verfasste, der später auch das Drehbuch zu Biers Drama Nach der Hochzeit schrieb.
2006 sollte Bier gleich zwei Hollywood-Filme inszenieren. Chasing Montana um das Verhältnis eines Vaters zu seiner Tochter, beide Ärzte, mit Michelle Pfeiffer in der Hauptrolle, wurde jedoch nicht realisiert. Mit der britisch-amerikanischen Produktion Things we Lost in the Fire (dt. Titel Eine neue Chance) entstand dennoch der erste englischsprachige Film Biers, ein Drama um das schwierige Verhältnis einer jungen Mutter zu dem drogensüchtigen Freund ihres erschossenen Mannes mit Halle Berry und Benicio del Toro in den Hauptrollen.
2008 wurde Bier in die Wettbewerbsjury der 58. Filmfestspiele von Berlin berufen. Den Posten als Jurymitglied konnte sie aber wegen der Vorbereitungen zu einem Film in den USA nicht antreten.
2010 drehte Bier erneut ein Familiendrama nach einem Drehbuch von Anders Thomas Jensen: In einer besseren Welt, eine Geschichte um zwei Jungen, die von ihren Eltern nicht verstanden werden und eine Bombe bauen. Der Film mit Markus Rygaard, William Jøhnk Nielsen, Mikael Persbrandt, Trine Dyrholm und Ulrich Thomsen wurde 2011 mit dem Golden Globe Award und mit dem Oscar ausgezeichnet, jeweils in der Kategorie Bester fremdsprachiger Film. Außerdem wurde Bier als erste Frau mit dem Europäischen Filmpreis für die beste Regie ausgezeichnet. 
2013 wurde Bier in die Wettbewerbsjury der 63. Internationalen Filmfestspiele von Berlin berufen.
2018 wurde sie bei den 75. Internationalen Filmfestival von Venedig als Jurypräsidentin der Sektion für VR-Filme berufen. Drei Jahre später wurde Bier zur Verleihung des Europäischen Filmpreises 2021 die Auszeichnung für die Beste europäische Leistung im Weltkino zuerkannt.
Bier arbeitet häufig mit dem Kameramann Morten Søborg und der Filmeditorin Pernille Bech Christensen zusammen, die sie seit der gemeinsamen Zeit an der Filmhochschule kennt und schätzt. 
Susanne Bier ist Mutter eines Sohnes (* 1989) und einer Tochter (* 1995). Sie lebt in Kopenhagen.

## Filmografie (Auswahl)
- 1986: De saliges ø (Abschlussfilm)
- 1989: Songlines (Video, Episode Summer Rain)
- 1991: Freud Leaving Home (Freud flyttar hemifrån)
- 1992: Brev til Jonas
- 1993: Luischen (TV)
- 1993: Family Matters (Det bli'r i familien)
- 1995: Abra kadabra (Musikvideo)
- 1995: Pensionat Oskar
- 1997: Gnadenlose Verführung (Sekten)
- 1999: Der einzig Richtige (Den eneste ene)
- 2000: Once in a Lifetime (Livet är en schlager)
- 2002: Für immer und ewig (Elsker dig for evigt)
- 2004: Brothers – Zwischen Brüdern (Brødre)
- 2006: Nach der Hochzeit (Efter brylluppet)
- 2007: Eine neue Chance (Things We Lost in the Fire)
- 2010: In einer besseren Welt (Hævnen)
- 2012: Love Is All You Need (Den skaldede frisør)
- 2014: Serena
- 2014: Zweite Chance (En chance til)
- 2016: The Night Manager (Miniserie)
- 2018: Bird Box – Schließe deine Augen (Bird Box)
- 2020: The Undoing (Miniserie)
- 2024: Ein neuer Sommer (Miniserie)

## Auszeichnungen
- 1993: Robert für den besten kurzen/dokumentarischen Film mit Brev til Jonas
- 1999: Bodil für den besten dänischen Film mit Der einzig Richtige
- 2000: Robert, für den besten dänischen Spielfilm mit Der einzig Richtige
- 2003: Robert, Publikumspreis mit Für immer und ewig
- 2003: Bodil für den besten dänischen Film mit Für immer und ewig
- 2010: Erik Ballings Reisestipendium für ihr Verdienst um den dänischen Film
- 2011: Friedenspreis des Deutschen Films – Die Brücke für In einer besseren Welt
- 2011: Europäischer Filmpreis für die Beste Regie von In einer besseren Welt
- 2016: Primetime Emmy für The Night Manager
- 2021: Europäischer Filmpreis für die beste europäische Leistung im Weltkino

Darüber hinaus gewann In einer besseren Welt im Jahr 2011 den Oscar und den Golden Globe Award jeweils in der Kategorie Bester fremdsprachiger Film.